# Glyptothecium
Glyptothecium là một chi rêu trong họ Ptychomniaceae.